# Carn freda

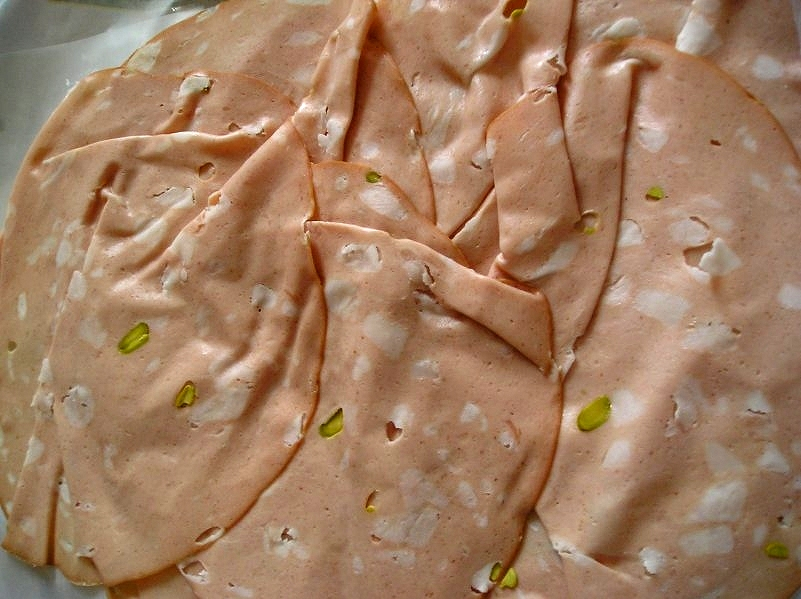
Mortadel·la tallada en talls molt fins.

La carn freda és un tipus de menja d'origen carni i ja processada. Entre els aliments englobats sota el terme de carn freda hi ha els embotits, salsitxes, pastissos de carn, etcètera. Per regla general es tallen en rodanxes i es mengen en forma de sandvitxos o entrepans on totes dues coses alhora i també se serveixen en una taula d'embotits (acompanyada generalment amb ou filat) com entremès. Quan s'acompanya amb pa hom el pot anomenar companatge. També es diu carn freda a les restes d'una graella tallades i servides en fred.

## Conservació i higiene
Els embotits i carn freda s'han de conservar sempre en ambients frescos (sobretot en els mesos calorosos d'estiu), l'ideal per a la conservació de les carns fredes és que aquests es consumen just en el moment del seu tallat, a causa del fet que un carn freda tallat posseeix més superfície, l'afecten més els bacteris i els organismes i s'oxida més fàcilment, per aquesta raó és aconsellable de comprar la carn freda tallada que es consumisca en el dia, a tot estirar en altre dia.

## Menjar guatemalenc
La carn freda és uns platerets típics guatemalenc, el qual s'acostuma a menjar el Dia de Tots els Sants i els morts (1 i 2 de novembre). Aquests platerets és una barreja de diversos embotits i llegums, i data de temps colonials. Aquest costum és una de les característiques de la gastronomia de Guatemala, i data de fa centenars d'anys.
Barreja d'ingredients de múltiples naturaleses i procedències, la carn freda emana la pluriculturalitat de Guatemala, així com l'indeleble mestissatge d'Amèrica. També existeixen diversos llocs en Internet en els quals existeixen receptes per a preparar carn freda.

## Salumi
El salumi (en singular salume es coneix també com insaccato) és una espècie de salsitxa a l'estil italià, es tracta predominantment d'embotits i carns fredes elaborats de carn de porc picada i embotida. La paraula salumi no ha de confondre's amb salami, del qual no és ni tan sols una variant. El salami és un tipus específic de salumi. Exemples de salumi són la guanciale, el lardo, la mortadel·la el salami o el pepperoni.